# Mezguita
Mezguita  (in arabo مزكيطة‎?) è un centro abitato e comune rurale del Marocco situato nella provincia di Zagora, regione di Drâa-Tafilalet. Conta una popolazione di 8 451 abitanti (censimento 2014).